# The Stendhal Syndrome
The Stendhal Syndrome (originele titel: La Sindrome di Stendhal) is een Italiaanse thriller/horrorfilm uit 1996 van Dario Argento, met in de hoofdrol zijn dochter Asia. Het was de eerste Italiaanse film die gebruikmaakte van CGI-effecten.
De titel verwijst naar een psychologische toestand waarin iemand volledig overrompeld wordt door de schoonheid van kunst. Argento zei dat hij het stendhalsyndroom als kind ervoer. Terwijl hij met zijn ouders door Athene reisde, beklom de jonge Dario de trappen van het Parthenon toen hij werd overmand door een trance die ervoor zorgde dat hij urenlang zoek raakte van zijn ouders. De ervaring was zo sterk dat Argento het nooit vergat; hij dacht er meteen aan toen hij Graziella Magherini's (een Italiaans psychiater die onderzoek heeft gedaan over dit fenomeen) boek over het syndroom tegenkwam, dat de basis van de film zou worden.

## Synopsis
Anna Manni is een jonge Italiaanse politieagente van het zedendelicten-team die een brute serieverkrachter en -moordenaar probeert te vangen. Het probleem is echter dat ze lijdt aan het "stendhalsyndroom", een psychosomatische aandoening die haar duizeligheid en hallucinaties bezorgt wanneer ze wordt blootgesteld aan de aanblik van schilderijen en artistieke meesterwerken. Wanneer de maniak haar in de val lokt in het beroemde Uffizi-museum in Florence zijn haar problemen pas net begonnen...

## Rolverdeling
| Acteur              | Personage                                            |
| ------------------- | ---------------------------------------------------- |
| Asia Argento        | Rechercheur Anna Manni                               |
| Eleonora Vizzini    | Anna (als kind)                                      |
| Thomas Kretschmann  | Alfredo Grossi                                       |
| Marco Leonardi      | Marco Longhi                                         |
| Luigi Diberti       | Hoofdinspecteur Manetti                              |
| Paolo Bonacelli     | Dr. Cavanna (de psychiater)                          |
| Julien Lambroschini | Marie Beyle                                          |
| John Quentin        | Anna's vader                                         |
| Franco Diogene      | Man van een slachtoffer                              |
| Lucia Stara         | De winkelassistent                                   |
| Sonia Topazio       | Slachtoffer in Florence                              |
| Lorenzo Crespi      | Giulio                                               |
| Vera Gemma          | Politieagente                                        |
| John Pedeferri      | Waterbouwkundige                                     |
| Veronica Lazar      | Marie's moeder (alleen te zien in Italiaanse versie) |
| Mario Diano         | Lijkschouwer                                         |
| Cinzia Monreale     | Mrs. Grossi                                          |

## Kunstwerken in de film
De openingsscène werd opgenomen in Florence in de beroemde Galleria degli Uffizi in Italië. Dario Argento is tot nu toe de enige regisseur die ooit toestemming heeft gekregen om daar te filmen.
De volgende werken (onder andere) zijn te zien in de film:
- David van Michelangelo
- De Slag om San Romano van Paolo Uccello
- Portretten van Federico da Montefeltro en Battista Sforza van Piero della Francesca
- La Primavera en De Geboorte van Venus van Sandro Botticelli
- De Medusakop van Caravaggio
- De val van Icarus van Pieter Bruegel de Oude
- Een replica van De Nachtwacht van Rembrandt van Rijn